# حزرتا
حزرتا هي إحدى القرى اللبنانية من قرى قضاء زحلة في محافظة البقاع.
تتميز بكثافة الثلوج شتاء و الهواء المنعش والعليل صيفاً.